# Larissa Oliveira
Larissa Martins de Oliveira, (Juiz de Fora, 16 de febrero de 1993) es una nadadora brasileña. Fue medallista de oro en el Campeonato Mundial de Natación en Piscina Corta de 2014.

## Biografía
En Campeonato Mundial de Natación en Piscina Corta de 2012, en Estambul, Larissa terminó en sexto lugar en el relevo 4 × 100 m libre, décimo en el 4 × 100 m estilos y trigésimo octavo lugar en el 200 m libre. Larissa rompió el récord sudamericano en el relevo 4 x 100 metros con un tiempo de 3m57s66, junto con Fabíola Molina, Daynara de Paula y Beatriz Travalon.
Larissa nadó tres eventos en Campeonato Mundial de Natación de 2013 de Barcelona. En el relevo 4 × 100 m libre, ella rompió el récord sudamericano con un tiempo de 3m41s05, junto con Daynara de Paula, Graciele Herrmann y Alessandra Marchioro. El equipo brasileño terminó en el puesto 11. Ella también terminó décimo en el 4 × 200 m libre, junto con Jéssica Cavalheiro, Carolina Bilich y Manuella Lyrio y 12 en el relevo 4 x 100 estilos, junto con Etiene Medeiros, Beatriz Travalon y Daynara de Paula.
En 6 de septiembre de 2014, en el Trofeo José Finkel (competencia de corta duración) en Guaratinguetá, Larissa rompió el récord sudamericano de los 100 metros estilo libre, con un tiempo de 52s88.
En Campeonato Mundial de Natación en Piscina Corta de 2014, en Doha, Larissa ganó su primera medalla en los Campeonatos del Mundo al ganar el oro en el relevo 4x50 metros estilos mixto, en equipo también formado por Felipe Silva, Etiene Medeiros y Nicholas Santos. Brasil ganó la carrera batiendo el récord sudamericano con un tiempo de 1m37s26, casi golpeando el récord mundial de los Estados Unidos, de 1m37s17. Su segunda medalla fue un bronce en relevo 4 × 50 m libre mixto, junto con César Cielo, João de Lucca y Etiene Medeiros. El relevo rompió el récord sudamericano con la marca 1m29s17, a solo 4 centésimas de Rusia, que ganó la plata. Larissa también participó en otras finales: el puesto 5 en 4 × 50 m estilos femenino (1m46s47, récord sudamericano) junto con Etiene Medeiros, Ana Carvalho y Daynara de Paula; y obtuvo el 7º lugar en 4 × 100 m libre femenino (3m33s93, récord sudamericano), y el octavo lugar en la final de 4 × 50 m libre femenino (1m38s78, récord sudamericano), los dos relés formados por Larissa, Daiane Oliveira, Alessandra Marchioro y Daynara de Paula. Otros resultados fueron al lugar 10 en los 100 m libre (rompiendo el récord sudamericano en las semifinales, con la marca de 52s75), el lugar 14 en el 50 m libre, y el lugar 20 en el 200 metros libre.
En diciembre de 2014, en torneo Open, celebrada en Río de Janeiro, Larissa batió el récord sudamericano para el estilo libre de 100 metros, con un tiempo de 54s61.
En abril de 2015, en el Trofeo Maria Lenk, en Río de Janeiro, ella rompió el récord sudamericano en los 200 metros libre con un tiempo de 1:58.53, y en los 4 x 200 metros libre con un tiempo de 8:03,22, junto con Joanna Maranhão, Manuella Lyrio y Gabrielle Roncatto.
En los Juegos Panamericanos de 2015 en Toronto, Oliveira ganó tres medallas en tres relés de Brasil: una medalla de plata en los 4 x 200 metros libre, rompiendo el récord sudamericano, con un tiempo de 7:56.36, junto con Manuella Lyrio , Jéssica Cavalheiro y Joanna Maranhão; y dos medallas de bronce en los 4 × 100 metros libre (esto, rompiendo el récord sudamericano, con un tiempo de 3:37.39) y 4 x 100 metros medley. Ella también terminó quinto en los 100 metros libre (igualando su récord Sudamericano de 54.61) y quinto en los 200 metros libre.
En el Campeonato Mundial de Natación de 2015, en Kazán, terminó sexto en los 4 × 100 metros libre mixto, junto con Matheus Santana, Bruno Fratus y Daynara de Paula, rompiendo el récord sudamericano con un tiempo de 3:25.58; 10º en los 4 × 200 metros libre, junto con Manuella Lyrio, Joanna Maranhão y Jéssica Cavalheiro; 11º en los 4 × 100 metros libre; 14º en los 4 × 100 m medley; 19º en los 100 metros libre, y 27 en los 200 metros libre.
En abril de 2016, en el Trofeo Maria Lenk celebrado en Río de Janeiro, Oliveira rompió el récord sudamericano en los 100 metros libre, con un tiempo de 54.03, y en el estilo libre de 200 metros, con un tiempo de 1:57.37.
En los Juegos Olímpicos de Río de Janeiro 2016, finalizó 21º en el estilo libre femenino de 100 metros, 35º en el estilo libre femenino de 200 metros, el 11º en el relevo de estilo libre femenino de 4 × 100 metros y el 13º en el relevo medley femenino de 4 × 100 metros. En el relevo de estilo libre femenino de 4 × 200 metros, rompió el récord sudamericano, con un tiempo de 7:55.68, junto con Jéssica Cavalheiro, Gabrielle Roncatto y Manuella Lyrio, finalizando 11º.
En septiembre de 2016, en el Trofeo José Finkel (piscina corta), rompió el récord sudamericano en el relevo de estilo libre de 4 × 200 metros, con un tiempo de 7:52.71, junto con Joanna Maranhão, Aline Rodrigues y Manuella Lyrio.
En el Campeonato Mundial de Natación en Piscina Corta de 2016 en Windsor, Ontario, Canadá, ganó una medalla de plata en el relevo mixto de 4 × 50 metros, junto con Etiene Medeiros, Felipe Lima y Nicholas Santos. También finalizó 20º en el estilo libre femenino de 50 metros, 15º en el estilo libre femenino de 100 metros y 13º en el estilo libre femenino de 200 metros.
El 9 de marzo de 2017, un árbol cayó en su automóvil y golpeó su muslo, causando una lesión muy grave. Casi cuatro meses después, ella volvió a competir.
En el Trofeo José Finkel de 2018 (curso corto), rompió el récord sudamericano en el estilo libre de 100 metros (52.45) y en el estilo libre de 200 metros (1:54.50).
En el Campeonato Mundial de Natación en Piscina Corta de 2018 en Hangzhou, China, finalizó en quinto lugar en el relevo libre mixto de 4 × 50 metros, en el noveno lugar en el relevo medley mixto de 4 × 50 metros, 11 en el estilo libre de 100 metros para mujeres y 11 en el estilo libre femenino de 200 metros. Ella eligió no nadar el estilo libre femenino de 50 metros.